# Waqf
Col termine waqf (in arabo ﻭﻗﻒ‎?; in turco vakıf, italianizzato "vakuf"), cui in area nordafricana viene preferito spesso il termine ḥubus o habous (in arabo ﺣﺒﺲ‎?), si indica una fondazione pia islamica.
Generalmente i beni di una waqf sono proprietà immobiliari alienate e istituite come donazione per servire gli interessi di alcuni beneficiari, per esempio familiari, poveri, viandanti, studiosi, mistici o la popolazione tutta.
Tali fondazioni in passato, in molti paesi islamici, rappresentavano più della metà di tutta la proprietà immobiliare, supportavano il sistema legale con le sue istituzioni e fungevano da sostegno alla vita pubblica e a una fiorente società civile. Oggetti dell'opera di queste fondazioni potevano essere moschee, scuole, università, ospedali, mense pubbliche, fontane pubbliche, ponti, illuminazione stradale e patrimoni immobiliari.
Con l'andar del tempo, l'accumulo di un patrimonio spesso diventato del tutto improduttivo e addirittura del tutto inagibile, ha condotto vari Stati islamici ad avocare a sé il compito di provvedere in merito, con l'istituzione sovente di appositi ministeri in grado di provvedere al loro concreto funzionamento.
La gestione dei beni delle waqf ha quasi sempre arricchito notevolmente la classe degli ʿulamāʾ . Il loro esproprio da parte dell'ultimo Scià dell'Iran, nel corso della cosiddetta "Rivoluzione Bianca", provocò la loro veemente reazione, dal momento che, così facendo, si impediva la gestione (e talora lo sfruttamento) dell'immenso patrimonio gestito dal “clero” sciita. Quest’atto, e altri fattori, contribuirono a provocare un'insanabile frattura fra il regime monarchico e i religiosi.

## Origine del Waqf
Il Waqf era un'istituzione che riguardava beni materiali, fondata su un concetto religioso e devoto, un atto caritatevole per il quale un individuo cedeva una sua proprietà "per amore di Dio" e con questo atto filantropico offriva aiuto e sostegno ai bisognosi in senso lato. Già dal XII secolo d.C. una quota considerevole di questi lasciti fu indirizzata verso le madrase per promuovere l'istruzione giuridico-religiosa.
Un tipico Waqf era costituito di una moschea e di locali da affittare, la cui rendita sosteneva la gestione e la manutenzione della moschea.
Dopo che il fondatore aveva alienato la sua proprietà a favore del Waqf, l'atto era giuridicamente considerato irrevocabile, poiché implicava il completo trasferimento dei diritti di proprietà dalle mani del fondatore a quelle di Dio: la proprietà non poteva essere venduta, comprata, ereditata, data in dono, ipotecata o trasferita. Unica eccezione ammessa era se la proprietà cessava di servire allo scopo al quale era stata destinata: solo allora era possibile venderla per acquistarne un'altra che servisse allo stesso scopo. 
La proprietà era di regola un immobile, ma a volte anche beni mobili, come libri.
Il fondatore nominava curatori fiduciari che gestissero la proprietà, ne indicassero i beneficiari e stabilissero l'ammontare del sussidio per ciascuno di essi. Egli poteva nominare se stesso o un membro della sua famiglia come curatore del waqf e poteva stipulare che lui o uno dei suoi discendenti potessero apportare modifiche all'atto di waqf, ma una volta che l'atto fosse stato certificato in presenza di testimoni, e in genere dinanzi a un giudice, non potevano più essere apportate modifiche.
Il giudice aveva poteri di supervisione e controllo sull'amministrazione del waqf.
La natura caritatevole del waqf prescriveva che non potessero beneficiarne i ricchi, secondo l'interpretazione della maggioranza dei giuristi. In seguito tuttavia una minoranza di giuristi avrebbe approvato l'istituzione anche a vantaggio degli abbienti. 
Mentre il musulmano medio istituiva piccole fondazioni, l'élite dominante istituiva fondazioni maggiori. Esempio è la madrasa del sultano mamelucco Ḥasan, costruita al Cairo alla fine del XIV secolo. Questi monumentali edifici erano espressione della munificenza del potere del sovrano.